# 8 Pułk Artylerii Ciężkiej (1920)
8 pułk artylerii ciężkiej (8 pac) – oddział artylerii ciężkiej Wojska Polskiego II Rzeczypospolitej w okresie wojny polsko-bolszewickiej.
Wiosną 1919 przystąpiono do formowania brygad artylerii dla dywizji piechoty. Brygada składała się z dowództwa, pułku artylerii polowej i pułku artylerii ciężkiej (dywizjon trzybateryjny). Drugi dywizjon pułku artylerii ciężkiej przeznaczony był do rezerwy artylerii Naczelnego Dowództwa.
Dowódcą 8 pułku artylerii ciężkiej został ppłk Leszek Roguski. Latem 1920 jego bateria zapasowa stacjonowała w Ostrołęce.
Opracowany w październiku plan rozbudowy artylerii do końca 1919 przewidywał, że z dniem 31 grudnia zakończona zostanie organizacja baterii i dowództw formowanych w kraju przez baterie zapasowe pułków artylerii.

## Powstanie i działania I dywizjonu
Zawiązkiem I dywizjonu 8 pułku artylerii ciężkiej stał się dywizjon artylerii fortecznej sformowany w listopadzie 1918 w twierdzy Modlin. Dywizjon liczył 3 baterie, wyposażone w działa rosyjskie i niemieckie. Dowództwo nad nim objął kpt. Bohdan Bujwid. W kwietniu 1919 oddział został przezbrojony w sprzęt francuski i stał się oficjalnie I/8 pac. W lipcu dywizjon przeniesiono do Zambrowa, gdzie przemianowany został na 8 dywizjon artylerii ciężkiej. 9 września dywizjon wyjechał z Łomży na front litewsko-białoruski do dyspozycji dowódcy 8 Dywizji Piechoty.
Jako pierwsza do walki weszła 1 bateria kpt. Mieczysława Karaszewicza. 18 września wspierała ogniem natarcie XVI Brygady Piechoty na Uszacz. W dalszych walkach strzelała pod Kamieniem i Leplem, nad Autą oraz pod Homlem. 2 bateria kpt. Żaboklickiego weszła do walki 3 października nad Dzisną w rejonie Petrykowa. Jej działa uszkodziły most na Zorzance, co utrudniło Sowietom przerzucenie odwodów pod Połock. 3 bateria por. Antoniego Millera działała początkowo nad Dźwiną, a następnie uczestniczyła w opanowaniu Połocka. W maju 1920 dywizjon odpierał ofensywę sowiecką i walczył pod Uszaczem, w okolicach Horowyja i Homla. Od 2 czerwca 2. i 3 bateria uczestniczyła w kontrofensywie polskiej walcząc pod Wasinkami, Słobódką, Jelnią, Uliną i nad Dryssą.
4 lipca rozpoczęła się wielka ofensywa Frontu Zachodniego Michaiła Tuchaczewskiego. Dywizjon przeszedł do działań opóźniających. Cofał się przez Święciany, Komaje, Białowodę, Łyntupy. 13 lipca, podczas walk pod Myślinami, 2 bateria straciła 2 haubice kal. 155 mm i połowę obsługi. Cofając się nadal, dywizjon dotarł do Narwi. Od 13 do 17 sierpnia odpierał ataki na Warszawę, walcząc między innymi pod Okuniewem.
Po bitwie warszawskiej dywizjon przeszedł do odwodu. Dopiero 8 września załadowany został w Warszawie do eszelonów i przewieziony do Stanisławowa. Na Podolu wspierał działania 8 Dywizji Piechoty w walkach o Halicz, linię Gniłej Lipy, Podhajce, Tarnopol, Zasław, Szepetówkę, Połonne, linię Słuczy i Czantorię, gdzie zakończył działania wojenne.
W 1921 zreorganizowano polską artylerię. Powstawały między innymi nowe pułki artylerii ciężkiej. Na mocy decyzji Naczelnego Dowództwa WP z 7 września 1921 rozpoczęto formowanie „pokojowego” 1 pułku artylerii ciężkiej. W jego skład weszły: „wojenny” 8 dac oraz utworzony 15 grudnia 1920 z „wojennego” 18 pułku artylerii ciężkiej – 18 dac.

## II dywizjon
W czerwcu 1919, w rejonie Ostrołęki i Różana zaczęto formować baterie pozycyjne. We wrześniu rozwiązano je, a na ich bazie utworzono między innymi 4 baterię 8 pułku artylerii ciężkiej. W marcu 1920 przemianowano ją na 3 baterię 16 pułku artylerii ciężkiej. Bateria uzbrojona była  w cztery 155 mm haubice. Dowodził nią por. Gruca.

## Żołnierze pułku/dywizjonu
| Obsada personalna pułku w 1920 | Obsada personalna pułku w 1920 |
| Stanowisko                     | Stopień, imię i nazwisko       |
| ------------------------------ | ------------------------------ |
| Dowódca pułku                  | ppłk Leszek Roguski            |
| Dowódca I dywizjonu            | kpt. Bohdan Bujwid             |
| Adiutant                       | por. Czesław Reszczyński       |
| Oficer kasowy?                 | por. Mikołaj Bezwuhły          |
| Lekarz                         | kpt. lek. Leon Latocha         |
| Lekarz wet.                    | por. lek. wet. Adolf Derwojed  |
| Oficer dowództwa               | por. Abraham Goldstein         |
| Oficer dowództwa               | por. Jerzy Odraszewski         |
| Oficer dowództwa               | por. Władysław Siedlarzowski   |
| Oficer dowództwa               | por. Władysław Wojciechowski   |
| Dowódca 1 baterii              | kpt Mieczysław Karaszewicz     |
| Oficer baterii                 | por. Józef Mierzyński          |
| Oficer baterii                 | ppor. Wojciech Pluta           |
| Dowódca 2 baterii              | kpt. Antoni Miller             |
| Oficer baterii                 | por. Franciszek Rostkowski     |
| Oficer baterii                 | por. Aleksander Spurtacz       |
| Oficer baterii                 | ppor. Adam Melbechowski        |